# Hihifo (distretto)
Hihifo è un distretto delle Tonga della divisione di Vava'u con 1 994 abitanti (censimento 2021).

## Località
Di seguito l'elenco dei villaggi del distretto (tutti sull'isola principale di Vava'u, 'Utu Vava'u):
- Longomapu - 578 abitanti
- Taoa - 476 abitanti
- Tefisi - 511 abitanti
- Vaimalo - 114 abitanti
- Tu'anuku - 298 abitanti

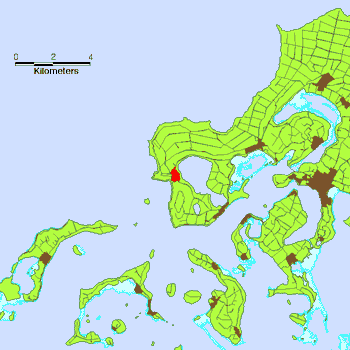
Posizione del villaggio Longomapu, sull'isola 'Utu Vava'u.
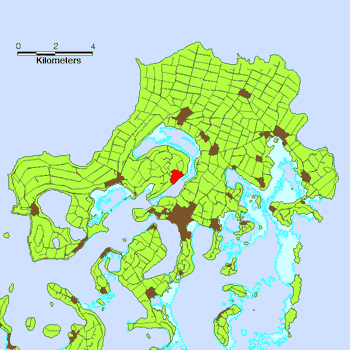
Posizione del villaggio Taoa, sull'isola 'Utu Vava'u.
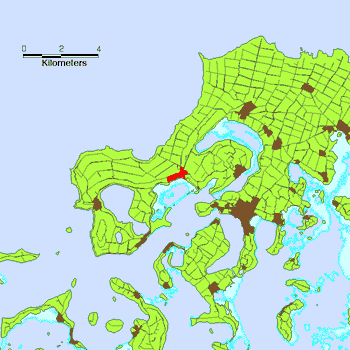
Posizione del villaggio Tefisi, sull'isola 'Utu Vava'u.
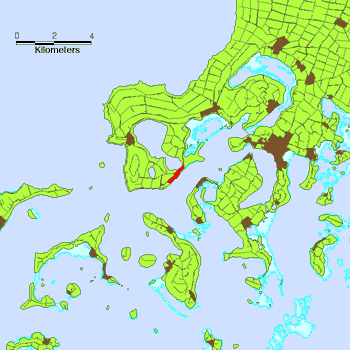
Posizione del villaggio Tu'anuku, sull'isola 'Utu Vava'u.
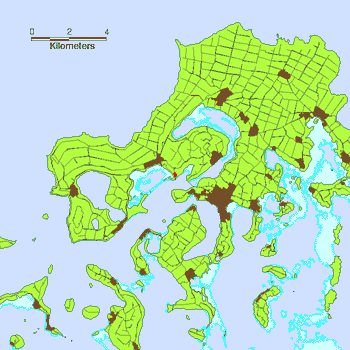
Posizione del villaggio Vaimalo, sull'isola 'Utu Vava'u.